# Älvkarleby
Älvkarleby ist ein Ort (tätort) in der schwedischen Provinz Uppsala län und der historischen Provinz Uppland. Er liegt in der gleichnamigen Gemeinde.
Der Dalälven durchfließt Älvkarleby auf dem Weg zur Ostsee.
Stig Dagerman, ein schwedischer Schriftsteller der 1940er-Jahre, wurde hier geboren und später auch beerdigt. Alljährlich findet unweit seines Geburtshauses Norrgärdet die Preisverleihung der Stig Dagermansällskap statt. Dann wird Älvkarleby zum Treffpunkt bekannter Literaten aus Schweden und dem europäischen Ausland.